# Olsztyn
Olsztyn ([ˈɔlʂtɨn]ⓘ /ólshtun/) es una ciudad situada en el noreste de Polonia, siendo la capital y ciudad más poblada del Voivodato de Varmia y Masuria (Województwo warmińsko-mazurskie, en polaco). Capital de la archidiócesis católica de Varmia, y de la metropolitana luterana de Masuria.
Olsztyn, en alemán Allenstein, fue una ciudad alemana, perteneciente a Prusia Oriental, hasta el final de la Segunda Guerra Mundial. El 22 de enero de 1945 fue ocupada por el Ejército Rojo y pasó a formar parte de territorio polaco, en la República Popular de Polonia. Tras la gran guerra, el 40% de la ciudad quedó destruida, y los habitantes alemanes fueron expulsados.
Por su capitalidad, es el centro económico, de educación y cultura de la región. En Olsztyn está la Universidad de Varmia-Masuria (Uniwersytet Warminsko-Mazurski, en polaco). También es de relevancia la localización en el municipio de una fábrica de Michelin, fundada en 1969, que ha propiciado un importante desarrollo a la ciudad.
En Olsztyn, debido a su pasado prusiano, encontramos un castillo de la Orden Teutónica establecido en 1334 por Jan de Lajsy, así como un pequeño pero notable casco antiguo medieval. En este podemos destacar la Wysoka Brama, una antigua puerta teutónica que formaba parte de la muralla que rodeaba la ciudad, así como la Iglesia de Santiago Apóstol, y la Iglesia del Sagrado Corazón de Jesús.
Pero sin duda, por lo que se diferencia Olsztyn respecto al resto de ciudades polacas, es por la gran y variada cantidad de naturaleza que la rodea. Solo en el municipio de Olszyn hay 11 lagos, y la ciudad está rodeada por bosques, conformando así sus alrededores un agradable paisaje. El área total de los lagos en Olsztyn es de aproximadamente 720 hectáreas (8,15% de la ciudad). Asimismo, los bosques ocupan más de 1800 hectáreas (21,2% de la ciudad). Por este motivo, según los datos existentes, se estima que por cada habitante, existe un promedio de 139 m² de bosque urbano, 3,5 m² de parques y 43,5 m² de agua, ubicados dentro de los límites municipales. En el pasado, en el área de la ciudad había más lagos, pero tras la adquisición por parte de inversores privados en la segunda mitad del siglo XIX, fueron sometidos a secado. No hay que olvidar que en la región en la que se sitúa, Varmia y Masuria, existen cientos de lagos, siendo conocida como la región de los mil lagos.
Actualmente es visible el desarrollo de la ciudad. La rápida expansión de la zona residencial de Jaroty, del distrito industrial (sobre todo a través del desarrollo de la fábrica de Michelin), y la reciente fundación en 1999 de la Universidad de Varmia y Masuria, hacen de Olsztyn una de las pocas ciudades polacas que cuentan con una tasa positiva de crecimiento natural, así como un positivo saldo migratorio.
En diciembre de 2010, el número de parados registrados en Olsztyn fue de 5863 habitantes, lo que representa una tasa de desempleo del 6,9% de la población activa, una de las más bajas del país.

## Historia

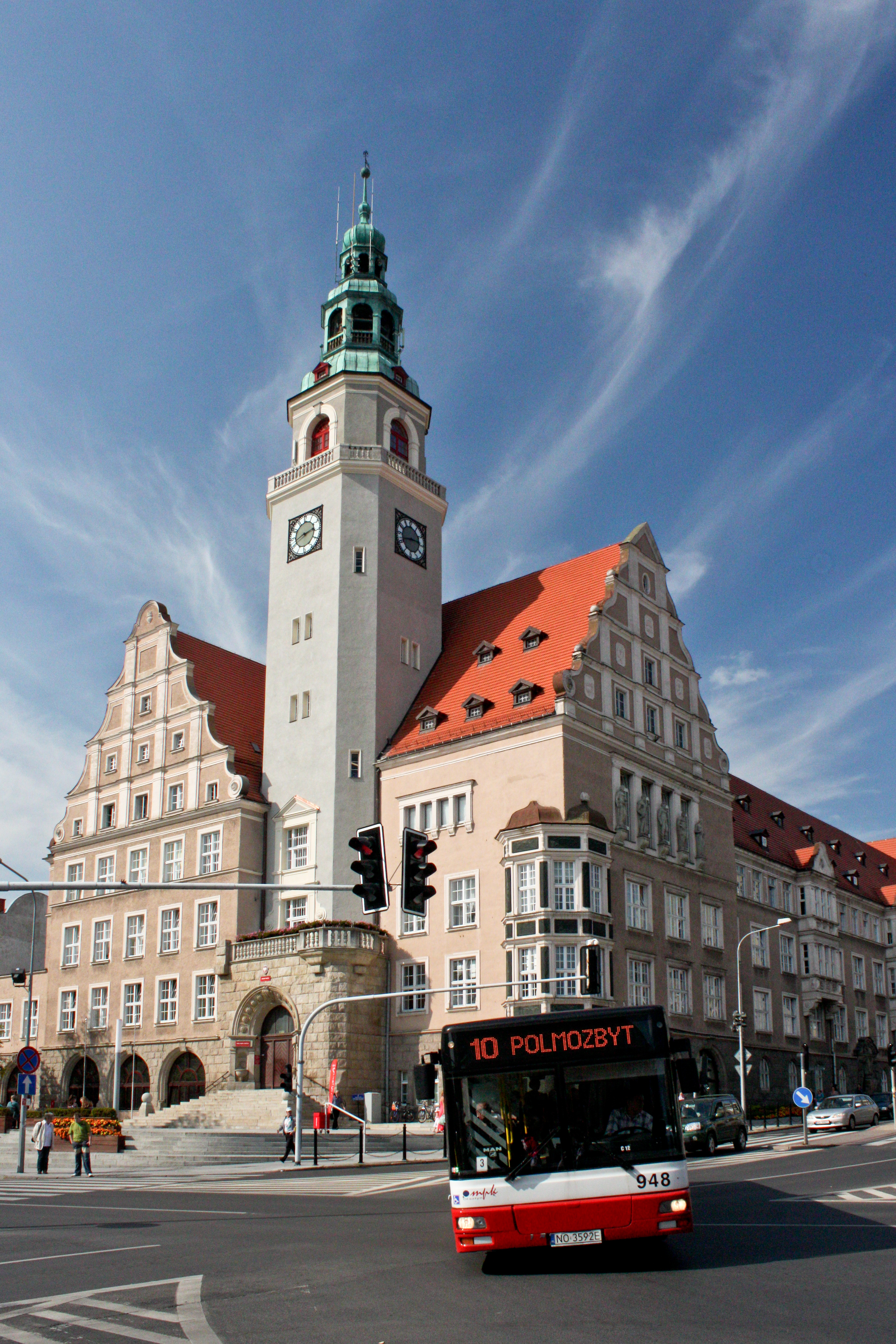
Nuevo Ayuntamiento, Nowy Ratusz

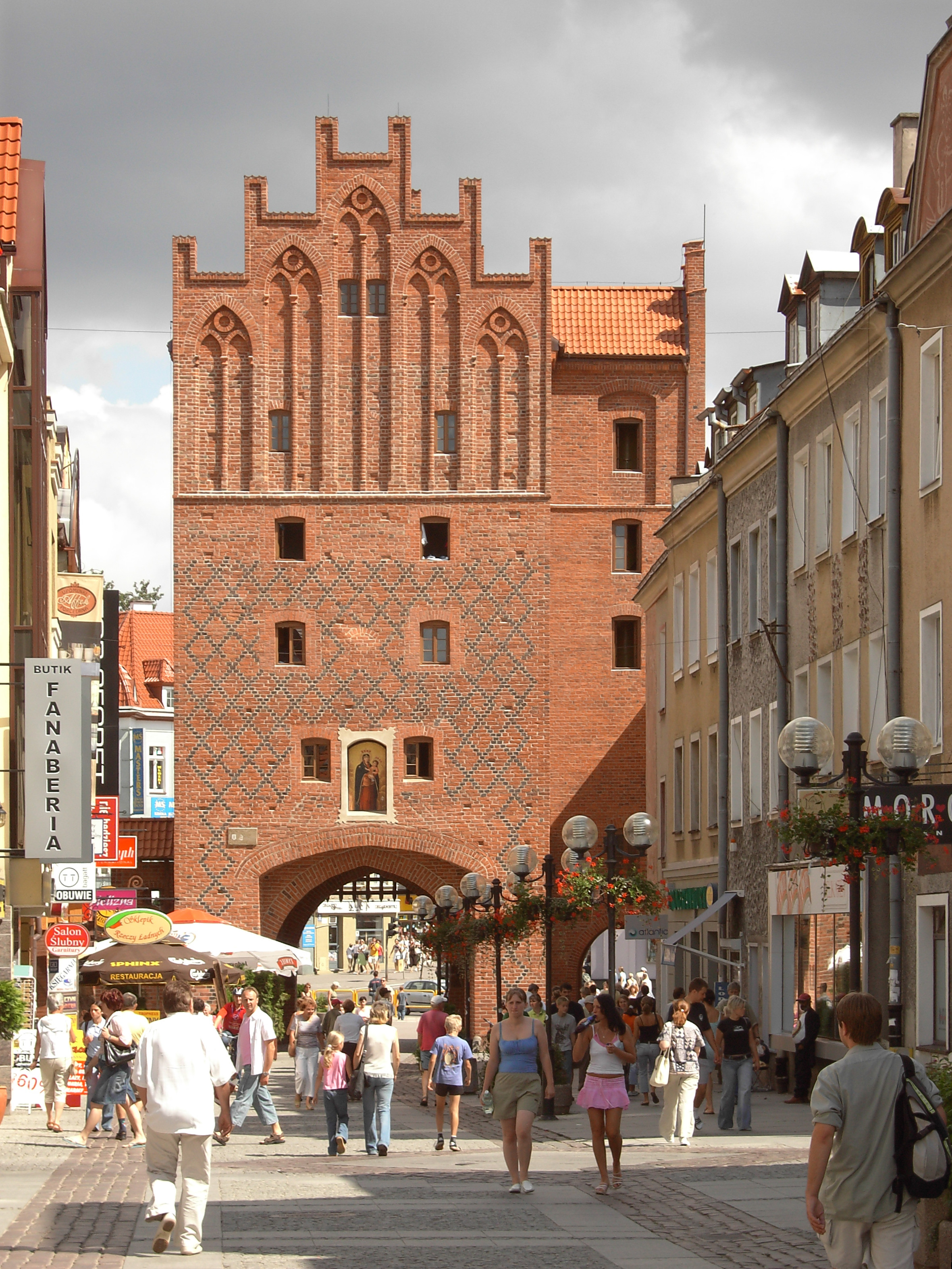
Puerta superior, Wysoka Brama

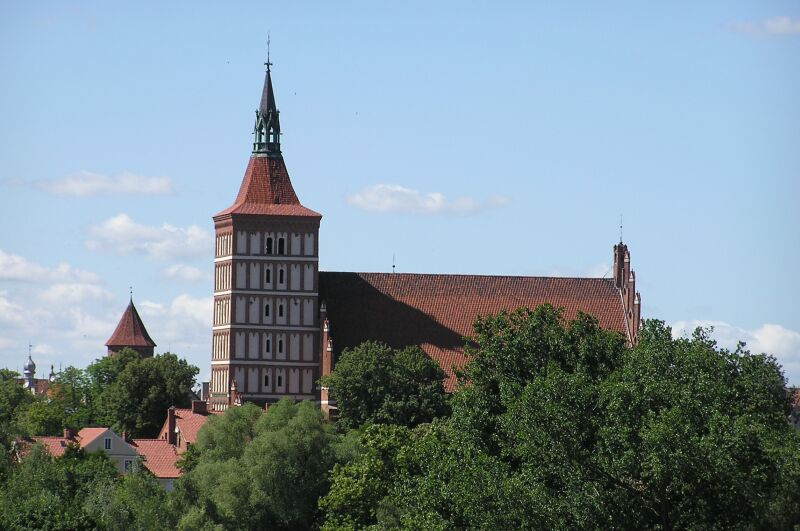
Catedral

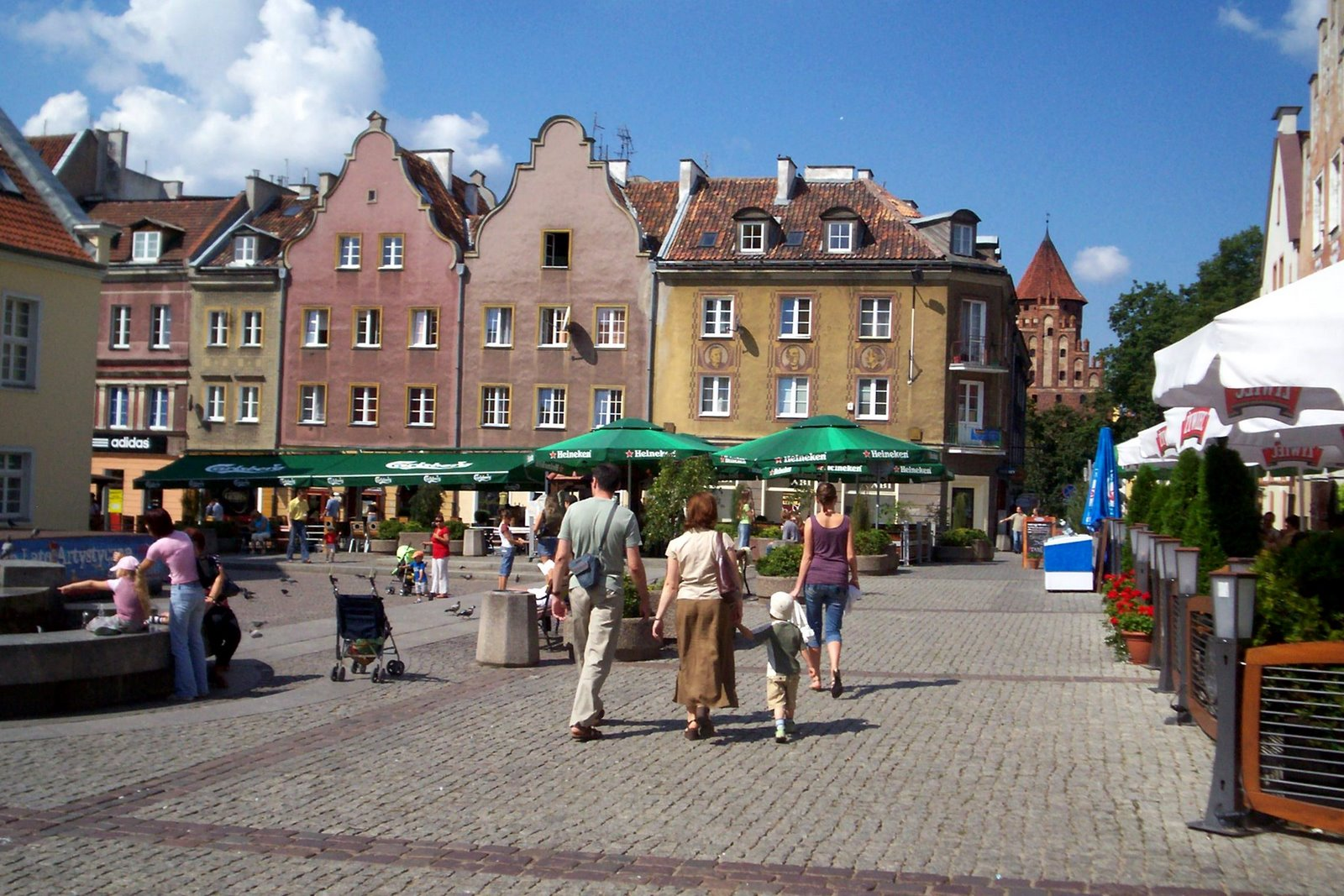
Casco Antiguo, Stare Miasto

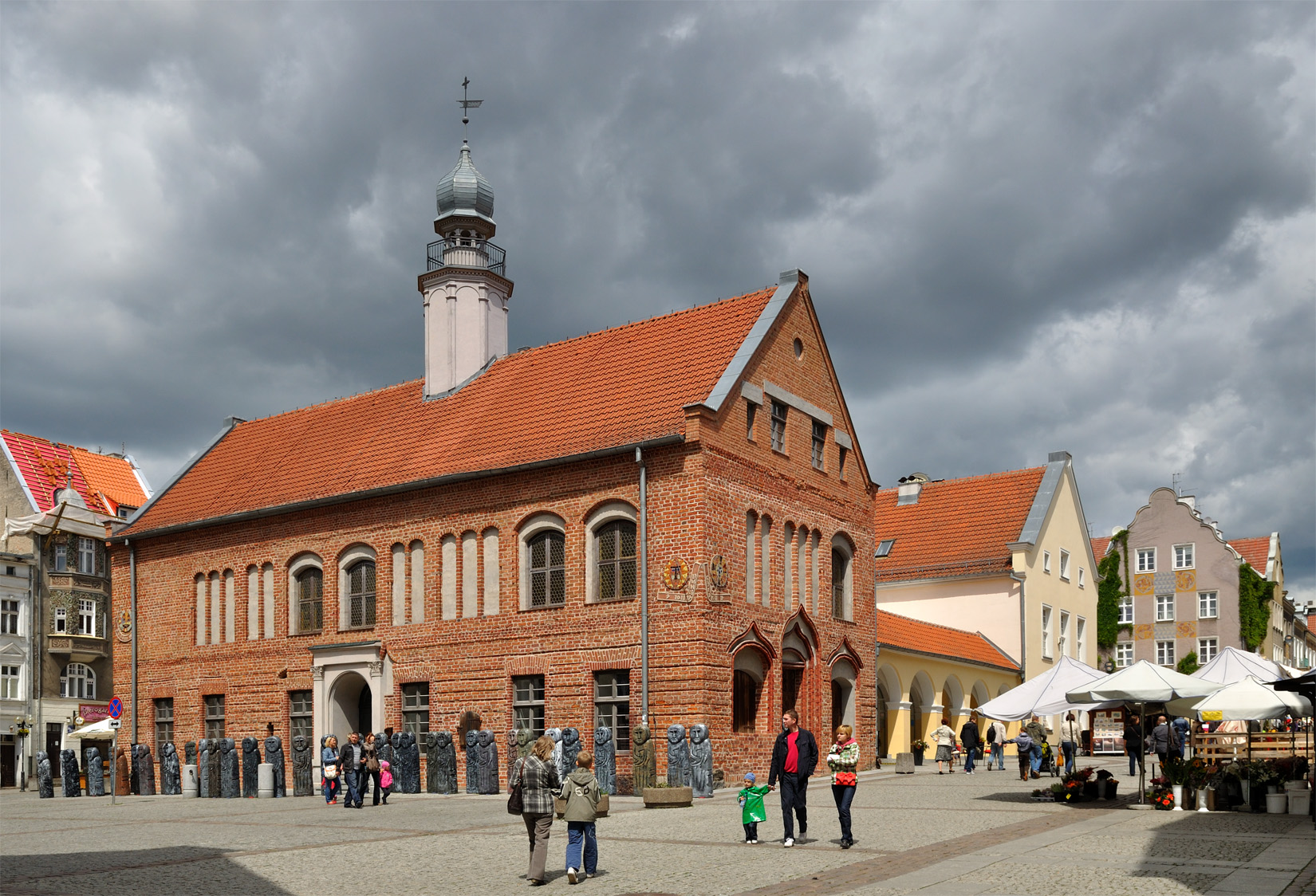
Ayuntamiento Viejo

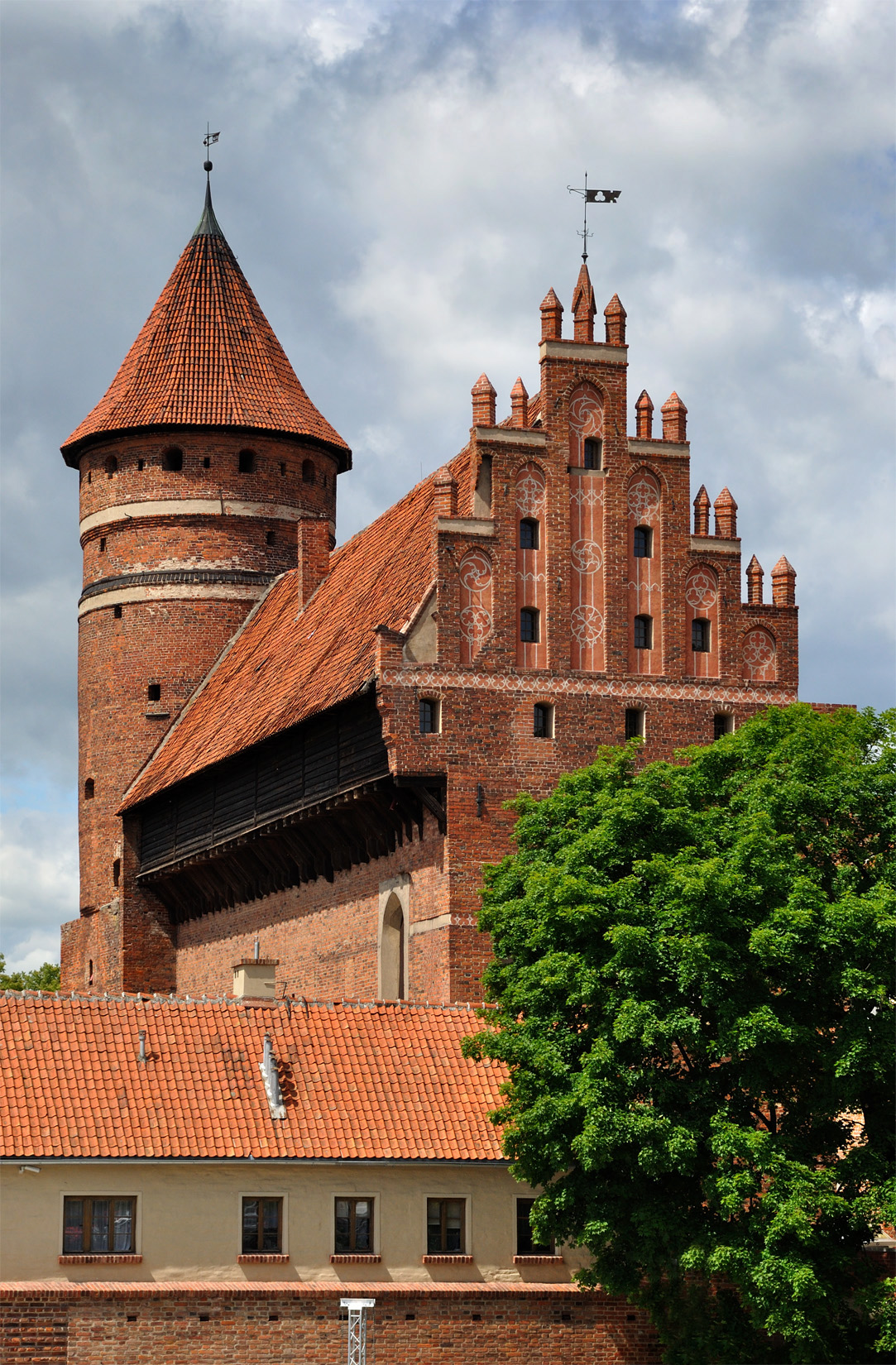
Castillo de Olsztyn

En 1346, en la región de Varmia, en Prusia, se despejó un lugar junto al río Alle (actualmente Łyna), para dar lugar a un nuevo asentamiento donde se levantó una torre de vigilancia. Los caballeros teutónicos iniciaron la construcción del castillo de Ordensburg en 1347, terminado en 1353, y el nombre original de la ciudad, Allenstein, fue mencionado por primera vez ese mismo año con la concesión de los derechos de la ciudad a Johannes von Liessen, quien sería su primer alcalde. El nombre alemán Allenstein hace referencia a “castillo a orillas del río Alle”. La ciudad se incorporó al Reino de Polonia durante la Guerra polaco-lituano-teutónica en 1410, y en 1414 durante la Guerra de Hambre, pero fue devuelta a los Caballeros Teutónicos después de las hostilidades.
En 1440, se unió a la Confederación de Prusia. Más tarde se rebelaría contra los caballeros teutónicos en 1454 tras el estallido de la Guerra de los Trece Años, y pidió la protección de la corona polaca. A pesar de que los Caballeros Teutónicos capturaron la ciudad en el año siguiente, fue recuperada por las tropas polacas en 1463. La Segunda Paz de Torún (1466) asignó la ciudad y el Obispado de Warmia como parte de la Prusia Real, bajo la soberanía de la Corona de Polonia. Desde 1516 hasta 1521, Nicolás Copérnico vivió en el castillo como administrador de Allenstein y Mehlsack (Pieniezno). Estuvo allí a cargo de las defensas de Allenstein y Varmia durante la Guerra Polaco-teutónica de 1519-21.
Allenstein fue saqueada por las tropas suecas en 1655 y 1708 durante las guerras polaco-suecas, y la población de la ciudad fue casi borrada del mapa en 1710 por las epidemias de peste bubónica y el cólera.
Posteriormente fue anexionada de nuevo por el Reino de Prusia en 1772, durante la primera partición de Polonia. Un censo de Prusia registró una población de 1.770 personas, principalmente agricultores. En 1807 fue visitado por Napoleón Bonaparte, después de sus victorias sobre el ejército prusiano en Jena y Auerstedt. En 1825 la ciudad estaba habitada por 1.266 polacos y 1.341 alemanes. Un diario en alemán, llamado Allensteiner Zeitung, fue publicado por primera vez en 1841. Asimismo, el primer hospital de la ciudad fue fundado en 1867.
Allenstein se convirtió en parte del Imperio alemán en 1871 durante la unificación de Alemania que formaría Prusia. Dos años más tarde la ciudad fue conectada por ferrocarril a Thorn (Torun). Su primer periódico de lengua polaca, el Gazeta Olsztyńska, fue fundado en 1886, y todavía publica en la actualidad. En esa época las infraestructuras de la ciudad se desarrollaron con rapidez: el gas se instaló en 1890, los teléfonos en 1892, el suministro público de agua en 1898, y el de la electricidad en 1907. La ciudad se convirtió en 1905 en la capital de Regierungsbezirk Allenstein, una región administrativa del gobierno de Prusia Oriental. Desde 1818 a 1910, la ciudad fue encuadrada administrativamente en el Distrito de Allenstein, por lo que se trataba de una ciudad con estatus independiente.
Poco después del estallido de la Primera Guerra Mundial, las tropas del Imperio ruso capturaron la ciudad en 1914, pero fue recuperada por el ejército imperial alemán en la batalla de Tannenberg. La batalla tuvo lugar realmente mucho más cerca de Allenstein que de Tannenberg (ahora Stębark), pero los alemanes victoriosos la nombraron como tal con fines de propaganda. En 1920, durante el Plebiscito de Prusia Oriental, Allenstein votó a favor de permanecer en dicha parte alemana en vez de ser parte de la Segunda República Polaca. El plebiscito se llevó a cabo el 11 de julio de dicho año, y su resultado fue de una aplastante mayoría de 362 209 votos (97.8%) a favor de permanecer en Prusia Oriental y sólo 7.980 votos (2,2%) a favor de Polonia. 
Después de la llegada de los nazis al poder en 1933, los polacos y los judíos de Allenstein fueron perseguidos. En 1935, la Wehrmacht hizo de la ciudad la sede de la Bereich Allenstein Militärische. Era la sede de la 11.ª División de Infantería y del 11.º Regimiento de Artillería. El 12 de octubre de 1939, después de la invasión de Polonia que dio comienzo a la Segunda Guerra Mundial, la Wehrmacht estableció una sede de la Wehrkreis I, que controlaba las sub-áreas de Allenstein Lötzen (Giżycko) y Zichenau (Ciechanów). A partir de 1939, miembros de la minoría de habla polaca, especialmente los miembros de la Unión de Polacos en Alemania, fueron deportados a campos de concentración nazis.
Allenstein fue saqueada y quemada por los invasores del Ejército Rojo soviético el 22 de enero de 1945, cuando el Frente del Este llegó a la ciudad y la capturó, al igual que ocurriría con el resto de Polonia. La población alemana de la ciudad huyó tras estos acontecimientos, y fue expulsada en su totalidad en octubre del mismo año. El 2 de agosto de 1945, la ciudad fue puesta bajo administración polaca por los soviéticos (de acuerdo con el Acuerdo de Potsdam) y le cambió el nombre de Allenstein a Olsztyn, en polaco. Desde ese momento la ciudad pasaría a formar parte de la República Popular de Polonia, bajo un Estado socialista. En ese período se creó una fábrica de neumáticos en 1967 y comenzó un desarrollo industrial que hizo crecer a la ciudad, destacando la construcción del barrio residencial de Jaroty a finales de la etapa socialista.
En 1989, con la caída de los regímenes socialistas de Europa del Este, el país inició una nueva etapa histórica bajo la República de Polonia. Desde entonces, y sobre todo a partir de la creación de la Universidad de Varmia y Masuria (1999) y la adhesión del país a la Unión Europea (2004), la ciudad ha experimentado un notable crecimiento y una constante modernización.

## Clima
| Parámetros climáticos promedio de Olsztyn (1991-2020) | Parámetros climáticos promedio de Olsztyn (1991-2020) | Parámetros climáticos promedio de Olsztyn (1991-2020) | Parámetros climáticos promedio de Olsztyn (1991-2020) | Parámetros climáticos promedio de Olsztyn (1991-2020) | Parámetros climáticos promedio de Olsztyn (1991-2020) | Parámetros climáticos promedio de Olsztyn (1991-2020) | Parámetros climáticos promedio de Olsztyn (1991-2020) | Parámetros climáticos promedio de Olsztyn (1991-2020) | Parámetros climáticos promedio de Olsztyn (1991-2020) | Parámetros climáticos promedio de Olsztyn (1991-2020) | Parámetros climáticos promedio de Olsztyn (1991-2020) | Parámetros climáticos promedio de Olsztyn (1991-2020) | Parámetros climáticos promedio de Olsztyn (1991-2020) |
| Mes                                                   | Ene.                                                  | Feb.                                                  | Mar.                                                  | Abr.                                                  | May.                                                  | Jun.                                                  | Jul.                                                  | Ago.                                                  | Sep.                                                  | Oct.                                                  | Nov.                                                  | Dic.                                                  | Anual                                                 |
| ----------------------------------------------------- | ----------------------------------------------------- | ----------------------------------------------------- | ----------------------------------------------------- | ----------------------------------------------------- | ----------------------------------------------------- | ----------------------------------------------------- | ----------------------------------------------------- | ----------------------------------------------------- | ----------------------------------------------------- | ----------------------------------------------------- | ----------------------------------------------------- | ----------------------------------------------------- | ----------------------------------------------------- |
| Temp. máx. abs. (°C)                                  | 12.2                                                  | 16.7                                                  | 23.9                                                  | 30.2                                                  | 31.5                                                  | 33.7                                                  | 36.1                                                  | 36.2                                                  | 34.6                                                  | 25.9                                                  | 17.8                                                  | 13.2                                                  | 36.2                                                  |
| Temp. máx. media (°C)                                 | 0.4                                                   | 1.8                                                   | 6.2                                                   | 13.3                                                  | 18.6                                                  | 21.7                                                  | 23.8                                                  | 23.4                                                  | 18.1                                                  | 11.8                                                  | 5.5                                                   | 1.7                                                   | 12.2                                                  |
| Temp. media (°C)                                      | −2.0                                                  | −1.1                                                  | 2.2                                                   | 7.9                                                   | 12.9                                                  | 16.1                                                  | 18.3                                                  | 17.8                                                  | 13.2                                                  | 8.0                                                   | 3.3                                                   | −0.4                                                  | 8                                                     |
| Temp. mín. media (°C)                                 | −4.4                                                  | −3.8                                                  | −1.5                                                  | 2.6                                                   | 7.1                                                   | 10.7                                                  | 13.1                                                  | 12.7                                                  | 8.9                                                   | 4.7                                                   | 1.2                                                   | −2.6                                                  | 4.1                                                   |
| Temp. mín. abs. (°C)                                  | −30.6                                                 | −30.6                                                 | −23.5                                                 | −9.7                                                  | −4.8                                                  | −0.5                                                  | 4.0                                                   | 1.9                                                   | −4.2                                                  | −11.0                                                 | −20.2                                                 | −26.0                                                 | −30.6                                                 |
| Precipitación total (mm)                              | 42.1                                                  | 33.1                                                  | 39.4                                                  | 37.5                                                  | 59.8                                                  | 70.1                                                  | 88.0                                                  | 63.8                                                  | 58.5                                                  | 57.7                                                  | 47.0                                                  | 45.4                                                  | 642.4                                                 |
| Nevadas (cm)                                          | 197.6                                                 | 214.8                                                 | 116.4                                                 | 13.4                                                  | 0                                                     | 0                                                     | 0                                                     | 0                                                     | 0                                                     | 3.7                                                   | 27.4                                                  | 111.7                                                 | 685                                                   |
| Días de lluvias (≥ 1 mm)                              | 10.1                                                  | 8.2                                                   | 8.3                                                   | 7.6                                                   | 9.2                                                   | 9.7                                                   | 10.5                                                  | 9.3                                                   | 8.4                                                   | 9.6                                                   | 9.3                                                   | 10.1                                                  | 110.3                                                 |
| Días de nevadas (≥ 1 mm)                              | 18.4                                                  | 17.6                                                  | 9.6                                                   | 1.3                                                   | 0.0                                                   | 0.0                                                   | 0.0                                                   | 0.0                                                   | 0.0                                                   | 0.5                                                   | 4.1                                                   | 12.4                                                  | 63.9                                                  |
| Humedad relativa (%)                                  | 88.2                                                  | 85.0                                                  | 77.6                                                  | 69.9                                                  | 70.4                                                  | 72.6                                                  | 74.7                                                  | 75.3                                                  | 80.7                                                  | 84.7                                                  | 89.7                                                  | 89.8                                                  | 79.9                                                  |
| Fuente: meteomodel.pl                                 |                                                       |                                                       |                                                       |                                                       |                                                       |                                                       |                                                       |                                                       |                                                       |                                                       |                                                       |                                                       |                                                       |

## Economía
Olsztyn, como ciudad más grande de la región, es un importante centro económico, educativo y cultural. El desarrollo de la ciudad y de toda la región está impulsado por la aglomeración de Olsztyn, que incluye la ciudad misma y 7 comunas del poviat de Olsztyn. La tasa de desempleo en Olsztyn oscila entre 1,9 y 2,2, lo que supone el mejor resultado de todo el voivodato.
La ciudad de Olsztyn es conocida en todo el país por su industria de neumáticos, gracias a la fábrica de neumáticos Michelin que se encuentra aquí. Otros sectores industriales líderes incluyen: madera, muebles, alimentos (principalmente cerveceros), lácteos y carne. Las empresas más grandes que emplean en Olsztyn son:
- Michelin, el mayor fabricante de neumáticos de Europa, que emplea aproximadamente a 5.000 personas en su fábrica de Olsztyn.
- Universidad de Warmia y Mazury: cerca de 3.200 empleados docentes y administrativos,
- DBK Group: el mayor proveedor de servicios en el sector de transporte, expedición y logística en Polonia. Sólo en Olsztyne emplea a unas 1.500 personas.
- Indykpol es un fabricante polaco líder de productos cárnicos.